# Гамлет идёт в бизнес
«Гамлет идёт в бизнес» (фин. Hamlet liikemaailmassa, дословный перевод — «Гамлет в мире бизнеса») — финская кинокомедия 1987 года режиссёра Аки Каурисмяки, его четвёртый полнометражный фильм.
Сюжет фильма вольно следует пьесе Уильяма Шекспира «Гамлет»: несмотря на дословное повторение ряда диалогов, действие пьесы перенесено в современную Финляндию с неизбежным смещением ценностно-содержательных акцентов. В отношении кинематографической формы (контрастная чёрно-белая кинематография, переходы между сценами путём медленного затемнения экрана до полной черноты, подзаголовки разделов) фильм имеет много общего с ранними работами Джима Джармуша, включая «Более странно, чем в раю» (1984). Главную роль в фильме сыграл финский телевизионный комедийный актёр Пиркка-Пекка Петелиус (род. 1953). Премьера фильма в Финляндии состоялась 21 августа 1987 года.

## Сюжет
Гамлет — сын и наследник богатого бизнесмена. Как становится ясно из последней сцены фильма, «юноша с сердцем, тёплым, как холодильник» не ладит с отцом, думает только о себе, ему не терпится захватить контроль над компанией. Ему известно, что Клаус (Клавдий), будучи любовником его матери, систематически подсыпает яд в бокал его отца. Гамлет меняет яд на более сильный, и отец умирает от отравления. Клаус прибирает в свои руки контроль над компанией. Он и Полоний видят в Гамлете простую пешку, инфантильного дурачка. Они намереваются продать финские активы компании шведам, однако Гамлет неожиданно блокирует сделку. Чтобы нейтрализовать его, Полоний поручает своей дочери Офелии соблазнить Гамлета и склонить его к браку. В сцене «мышеловки» Гамлет даёт понять Клаусу и матери, что ему известно об их причастности к смерти отца. Бацилла насилия прогрессирует, принимая всё более абсурдные (в духе Тарантино) формы и приводя к гибели почти всех действующих лиц. После того, как члены семьи Гамлета истребляют друг друга, влюблённые шофёр и служанка запирают опустевший господский дом.

## В ролях
- Пиркка-Пекка Петелиус (фин. Pirkka-Pekka Petelius) — Гамлет, сын Гертруды
- Эско Салминен (фин. Esko Salminen) — Клавдий (Клаус)
- Кати Оутинен (фин. Kati Outinen) — Офелия, дочь Полония, сестра Лаэрта (Лаури)
- Элина Сало (фин. Elina Salo) — Гертруда
- Эско Никкари (фин. Esko Nikkari) — Полоний
- Кари Вяянянен (фин. Kari Väänänen) — Лаэрт (Лаури), сын Полония
- Пунтти Валтонен (фин. Puntti Valtonen) — Симо, шофёр
- Мари Рантасила (фин. Mari Rantasila) — Елена, служанка
- Туро Пайала (фин. Turo Pajala) — Розенкранц
- Ааке Каллйала (фин. Aake Kalliala) — Гильденстерн
- Пентти Ауэр (фин. Pentti Auer) — отец Гамлета (тень отца)
- Матти Пеллонпяя (фин. Matti Pellonpää) — охранник
- Веса Мякеля (фин. Vesa Mäkelä) — врач
- Майя Лейно (фин. Maija Leino)
- Пертти Свехолм (фин. Pertti Sveholm)

## Жанр
Писавшие про фильм испытывают сложности с отнесением его к определённому жанру: трагикомедия, кинофарс, фильм нуар… Сам режиссёр шутливо назвал его так — «чёрно-белая-андеграунд-би-муви-классическая драма». Кинокритик Андрей Плахов определил фильм как «циничный нуар, немного в духе раннего Дэвида Линча»; ещё одно определение фильма — «социальный гротеск из финской жизни эпохи авантюрных биржевых игр, банковских кризисов и „экономики казино“…»
Режиссёр дистанцируется от попыток интеллектуализировать его обращение к Шекспиру, утверждая что не был знаком со знаменитой пьесой до начала работы над фильмом: «для своего первого самостоятельного фильма я решил воспользоваться сюжетом романа Достоевского… Я взял самую лучшую в мире книгу и полностью её испортил. Второй лучшей книгой был „Гамлет“…»
В отношении кинематографии фильм представляет собой перелицовку классического сюжета о распаде семьи и мести с циничных позиций фильма нуара. Картины этого жанра часто рисуют мир беспросветного зла, в котором все нравственные ориентиры относительны. Согласно режиссёру, «этот фильм — моя дань уважения голливудским B-movies 40-х годов… Все мои фильмы некрасивы. Этот — наименее некрасивый». К нуарам отсылает в фильме очень многое — подача титров, слабое освещение, контрасты света и тени, теснота помещений, пристрастие к искажённым ракурсам, суховатые диалоги, приправленные мрачным юмором…

## Социальная критика
Равно как и пролетарская трилогия Каурисмяки, фильм содержит критику капиталистического общества, где всё, включая семейные ценности, становится предметом купли-продажи. Ирония в том, что Гамлет вместо мстителя за поруганные семейные ценности оказывается главным разрушителем этого патриархального уклада. Полоний манипулирует дочерью Офелией, та манипулирует своим женихом Гамлетом, а тот, как выясняется в конце фильма, с циничным эгоизмом манипулирует ими всеми. Ненормальности высших классов в фильме противопоставлены идиллические отношения служанки и шофёра, который, как выясняется в конце, приставлен к главному герою профсоюзами, чтобы блюсти интересы рабочего класса.
Судя по заключительным кадрам, бурные страсти, разыгрывающиеся в семье Гамлета, и смена собственников мало затрагивают процесс производства и жизни простых рабочих: «Это, может быть, единственный фильм, где мне удалось достичь хеппи-энда, — говорит режиссёр. — В других страдания главных героев продолжаются, а здесь все находят покой, за исключением собаки, служанки и шофёра. Вот фильм с классовой линией, в стиле Пудовкина — от начала до конца». Ещё одно его высказывание на эту тему: «Люди имеют превратное представление о счастье. У всех моих фильмов счастливые концы, и самый счастливый — в „Гамлете“».

## Оценки
- 1988: Премия Юсси (Финляндия) за лучший дизайн студийных декораций.
- На 13 мая 2013 года рейтинг фильма на IMDb составлял 6,9[7].